# Gélacourt
Gélacourt is een gemeente in het Franse departement Meurthe-et-Moselle (regio Grand Est) en telt 148 inwoners (1999). De plaats maakt deel uit van het arrondissement Lunéville.

## Geografie
De oppervlakte van Gélacourt bedraagt 4,8 km², de bevolkingsdichtheid is 30,8 inwoners per km².
De onderstaande kaart toont de ligging van Gélacourt met de belangrijkste infrastructuur en aangrenzende gemeenten.

## Demografie
De figuur toont het verloop van het inwonertal (bron: INSEE-tellingen).